# ألما ويبستر هول باول
ألما ويبستر هول باول (20 نوفمبر، نحو عام 1869 – 11 مارس، 1930)، معروفة أيضًا باسم ألما ويبستر باول أو ألما ويبستر-باول، هي مغنية سوبرانو أوبرالية أمريكية، مؤيدة لحق المرأة في الاقتراع وإنسانة محسنة محبة للخير، وكاتبة ومؤلفة سيناريوهات سينمائية ومخترعة وعضو في الحزب الاشتراكي.
قامت باول بجولة في أمريكا وأوروبا بصفتها مغنية الأوبرا الأولى، مستغلة فترات الاستراحة من مسيرتها الغنائية لتنفيذ أعمال خيرية وممارسة نضالاتها الإنسانية، وكذلك لمتابعة دراسات عليا في مجموعة متنوعة من المجالات، بما في ذلك القانون والموسيقى والعلوم السياسية. كانت باول أول شخص يحصل على درجة الدكتوراه من قسم العلوم السياسية في جامعة كولومبيا عن أطروحةٍ حول الموسيقى. كتبت كذلك تمثيلية مصورة عن حق المرأة في الاقتراع، وحصلت على العديد من براءات الاختراع التي تتعلق بأزياء النساء، ودعت إلى إصلاح الموضة، وألقت محاضرات عن العلاج بالموسيقى في الجامعات والكليات في جميع أنحاء أمريكا. امتلكت باول مجالًا صوتيًا من الدرجة 3 في السلم الموسيقى.

## حياة شخصية
ولدت ألما ويبستر هول لويليام هنري هول وألما (ويبستر) هول، في 20 نوفمبر، نحو عام 1869، في إلجين، إلينوي. التقت هول بزوجها المستقبلي أدونيرام جودسون باول في مدينة نيويورك. كانت هول تغني كونترالتو في «كنيسة رائدة»؛ عندما لاحظ عازف الأرغن وصانع البيانو، جودسون، موهبتها وبدأ العمل معها على تطوير هذه الموهبة. تزوج الاثنان في بروكلين في 16 أبريل من عام 1890، وكان لدى جودسون ابن واحد، من زواج سابق، يدعى إيفيريت ج. باول. وفي عام 1892، ولدت ألما طفلة أسمتها ماريان ويبستر باول.
عاش الزوجان في منزل «أنيق من الحجر الأسمر» في شارع الرئيس في بارك سلوب، بروكلين، حيث اشتهرت ألما بتحويلها سقف المنزل إلى «صالون متألق» «بمجموعة مدهشة من السجاد والأراجيح والوسائد والكراسي المريحة»، وفقًا لمقال نُشر في صحيفة نيويورك تايمز عام 1908.
في عام 1922، ذكرت مجلة فيريتي، أن باول رفعت دعوى قضائية على خط السكك الحديدية، نيويورك سينترال ريلرود، للحصول على 75,000 دولار أمريكي، كتعويض عن الأضرار التي أصابتها نتيجة حطام قطار في تاريخ 2 يوليو عام 1920، وحصلت على 13,000 دولار أمريكي. وبالمثل، رفع زوجها دعوى قضائية للحصول على 20,000 دولار أمريكي كتعويض عن إصاباته في نفس الحادث، وحصل على 2,000 دولار أمريكي.

## المسيرة الأوبرالية
بعد أن عملت ألما مع زوجها على تطوير صوتها، سافرت إلى أوروبا في عام 1894 لمواصلة دراستها. ظهرت ألما لأول مرة في غراند أوبرا في فرانكفورت -أون- مين، بصفتها ملكة الليلة في أوبرا موزارت (الناي السحري) في 16 مايو من عام 1895. بقيت خارج البلاد لمدة عامين آخرين، وفي عام 1897، تعاقدت مع شركة أوبرا دامروش- إليس. ظهرت لأول مرة في أمريكا في فيلاديلفيا، بنسلفانيا من ذلك العام. في العام التالي، أصبحت ألما عضوًا في شركة سافاج أوبرا. وحققت نجاحًا في أوبرا مارثا.
وفقًا للموسوعة الوطنية للسيرة الذاتية الأمريكية، بعد تخرج ألما من جامعة نيويورك في عام 1900، عادت ودخلت إلى مجال الأوبرا، فغنت على مسرح المدينة، شتات ثيتر، في بريسلاو، ألمانيا، وشاركت في الأوبرات التالية، الهوغونوت، مارثا، أوبرا حلاق إشبيلية ولاكمي وفاوست ودون جيوفاني ولاترافياتا ولوسيا من لاميرمور، وأعادت إحياء نجاحاتها السابقة في دار الأوبرا الملكية في برلين. وغنت كذلك في دور الأوبرا الملكية في ميونيخ ودريسدن وبراغ وفيينا. ابتكرت ألما دور ريناتا في أوبرا أوجينيو دي بيراني داس هيكسنليد، في براغ في 6 أبريل من عام 1902. وقدمت عرضًا منفردًا برفقة أوجينيو دي بيراني في 7 نوفمبر من عام 1902، في قاعة كارنيجي هول. ثم قام الاثنان بجولة في روسيا وفرنسا وألمانيا وإيطاليا والنمسا وهنغاريا وانجلترا، قبل أن يعودا إلى الولايات المتحدة. عزا بيراني الفضل لباول في إخراجه من ركودٍ فني كان يعيشه في تلك الفترة من مسيرته المهنية.
انضمت باول إلى شركة أوبرا ميتروبوليتان نحو عام 1904. وفي عام 1906، افتتحت بالتعاون مع زوجها معهد باول للموسيقى في بروكلين، لتدريس أدبيات الصوت، والعزف على البيانو والتناغم والتأليف الموسيقي واللغات.
ذكرت مجلة موفينغ بيكتشرز نيوز، أن باول ستقوم بجولة موسيقية في أوروبا في أغسطس من عام 1911 وتغني أوبرا جادّة في برلين.

## التعليم
في حياتها المبكرة، تلقت باول تعليمها من قبل مدرّسين خصوصيين وفي مدرسة البنات الثانوية في شيكاغو.
استثمرت باول وقت فراغها عندما كانت في إجازة قسرية من مسيرتها الغنائية، في الحصول على شهادة في القانون من جامعة نيويورك في عام 1900. حازت لاحقًا على بكالوريوس في الموسيقى وماجستير في الآداب من جامعة كولومبيا. عادت باول إلى كولومبيا لتحصل على درجة الدكتوراه في العلوم السياسية وتخرجت في عام 1913. كانت أطروحتها بعنوان، الموسيقى كحاجة إنسانية: دعوى للتعليم الوطني المجاني في مجال الموسيقى، وقد كانت المرة الأولى التي يمنح فيها القسم درجة الدكتوراه لأطروحة عن الموسيقى.

## الكتابة
ألفت باول كتابًا مدرسيًا للمغنين والطلاب بعنوان المدرسة المتقدمة للفن الصوتي (1901). كتبت أيضًا نص أوبرالي دم أسود، أداه موسيقيًا أوجينيو دي بيراني، وترجمت العديد من المسرحيات والأغاني وكتبت للصحف والمجلات.

### التمثيليات المصورة
في 11 مايو من عام 1911، أعلنت مجلة موشين بيكتشر ستوري أن عددها الصادر في شهر يونيو سيحتوي على «تمثيلية مصورة ذكية من قبل إحدى أشهر النساء في أمريكا، ألما ويبستر باول، بعنوان (المرشحون)، تعالج التمثيلية موضوع حق المرأة في الاقتراع ومشكلة العمّال بمهارة وتعاطف». صدرت التمثيلية المصورة في عدد يونيو كما وعدت المجلة تحت عنوان «المرشحون المتنافسون»، مصحوبة برسوم مصورة توضيحية.
نشرت مجلة موشين بيكتشر ستوري تمثيلية مصورة أخرى لباول في مارس من عام 1912 بعنوان «أول لجنة تحكيم نسائية في أمريكا». حولت هذه التمثيلية المصورة إلى فيلم صامت من قبل فيتاغراف، وعرض في 11 مارس من عام 1912، من بطولة فلورا فينش.
دافعت باول عن استخدام الصور المتحركة كمواد تعليمية في المدارس، مؤمنة أنها «الطريقة الوحيدة لتعليم الأطفال، لأن الطفل يتذكر ما يراه عبر الصورة». شعرت باول أن الصور المتحركة ستكون وسيلة جيدة لإعادة إنتاج «قصص الأوبرا الجادة» و«الدراما العظيمة»، على شرط أن تصاغ بطريقة تتماشى بدقة مع الفيلم.

## الأعمال الإنسانية، نضال، ودعم حق المرأة في الاقتراع
كانت باول رئيسة ومؤسسة جمعية بوبليك غود، التي دعمت نادي الفتيات العاملات وكذلك منزلهم الصيفي. نجحت باول في جمع مبالغ كبيرة لمساعدة الفقراء بغنائها، وقدمت تعليمًا مجانيًا للفتيات العاملات في مجالات عدة، كالموسيقى واللغات والعلوم العامة. كانت عضو أيضًا في منظمة بنات الثورة الأمريكية، وهي منظمة خدمية قائمة على النسب المنحدر مباشرة من شخصٍ ساهم في استقلال الولايات المتحدة. دعمت باول بشدة حق المرأة في الاقتراع. كانت مؤسسة الاتحاد التشريعي الأمريكي، ورئيسة جمعية المناظرة (التي كانت تناقش موضوع حق المرأة في الاقتراع مرة شهريًا)، وحاضرت باول كذلك من أجل حق المرأة في الاقتراع لمتجمهري الشوارع. كانت باول أيضًا عضو في الحزب الاشتراكي.
كانت باول عضو دائم في نادي الصحافة النسائية، مترأسةً لجنة الموسيقى. ومع ذلك، ووفقًا لصحيفة كارول هيرالد، طالب النادي باستقالة باول في مارس من عام 1911. أفادت التقارير أن أعضاء النادي كن مستاءات من أن باول «ناقشت بحرية كبيرة القدرة العقلية للأعضاء الأخوات». كما أنهن اعترضن على جرأة «سراويلها» «وقص شعرها بطريقة أقرب لأسلوب الرجال».
وفقًا لمارجريت آي مكدونالد، جمعت باول 60,000 دولار أمريكي في عام 1910 «لتحسين حياة الفقراء في الجانب الشرقي» من مدينة نيويورك.